# Werner Faulhaber

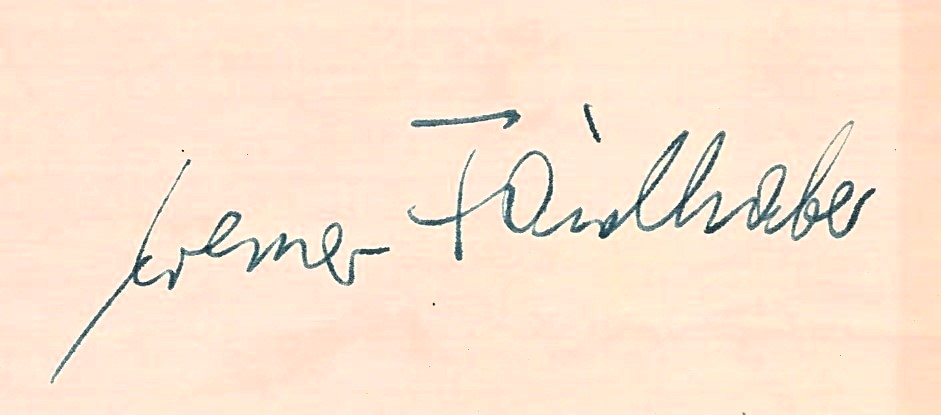
Signatur von Werner Faulhaber auf einem Programmheft

Werner Faulhaber (10. Juli 1927 in Dresden – 27. Mai 1953 in Portofino) war ein deutscher Opernsänger der Stimmlage Bassbariton. Er stand am Anfang einer vielversprechenden Karriere, als er 25-jährig verunglückte.

## Leben und Werk
Werner Faulhaber wurde vom Bassisten Kurt Böhme entdeckt und studierte dann an der Musikhochschule Dresden. 1948 debütierte er an der Dresdner Staatsoper als Dr. Cajus in Otto Nicolais komischer Oper Die lustigen Weiber von Windsor. 1950 konnte er in Dresden in zwei Hauptrollen einspringen – als Don Pizarro in Beethovens Fidelio und als Jago in Verdis Othello. Aufsehen erregte, dass er dies souverän und in beiden Fällen ohne eine einzige Orchesterprobe bewältigte. 1951 debütierte er bei den Bayreuther Festspielen – als Nachtwächter in den Meistersingern von Nürnberg, als Donner im Rheingold und als Zweiter Gralsritter im Parsifal. Im Juni 1952 stellte er sich an der Wiener Staatsoper vor – als Mesner in Tosca, Leporello im Don Giovanni und als Biterolf im Tannhäuser. Es folgte ein Festvertrag in Wien – mit großen Rollen (Pizarro, Figaro und Schaunard in La Bohème) und mit kleineren (Erster Nazarener, Fritz Kothner und König in der Aida). Im Sommer 1952 gastierte er erneut in Bayreuth, wiederum als Donner und als Zweiter Gralsritter, erstmals als Fritz Kothner in den Meistersingern und als Steuermann in Tristan und Isolde. Der Sänger nahm auch Einladungen an die Komische Oper Berlin, an das Teatro San Carlo von Neapel und an das Teatro Liceu von Barcelona an. Bevor die Karriere ihren Höhepunkt erreicht hatte, stürzte er an der Steilküste von Portofino, einem berühmten Kurort der ligurischen Küste, einen Felsen hinab und starb.
Kutsch/Riemens loben die „schön gebildete Baß-Baritonstimme des Künstlers“. Tondokumente waren ursprünglich nur aus kleinen Rollen in Wagner-Opern erhalten (aus Meistersinger von Nürnberg, Rheingold und Parsifal), sie wurden von Eterna, Melodram und Cetra Opera Live veröffentlicht. Mehr als fünfzig Jahre nach seinem Tod erschienen einige Mitschnitte aus der Semperoper, beispielsweise Fidelio und Freischütz sowie – in deutschen Fassungen – Die verkaufte Braut, Tosca und Katja Kabanowa.